# 圣十字区 (塞维利亚)
圣十字区（Barrio de Santa Cruz）是西班牙塞维利亚市中心的一个著名街区和主要旅游目的地，拥有粉刷成白色的房屋，府邸，和庭院。

## 历史
圣十字区是塞维利亚古老的犹太区（judería），当斐迪南三世从穆斯林手中征服这座城市时，他将该市的犹太人—在伊比利亚半岛仅次于托莱多—集中在此居住。 
1492年颁布阿罕布拉法令，从西班牙驱逐的犹太人，这个街区走向衰落。在18世纪，街区经历了重建，其中一个前犹太会堂改建为目前的圣巴尔多禄茂堂。 
毗邻圣十字区有白色圣玛利亚教堂（Iglesia de Santa María la Blanca），又名雪地圣母堂（Iglesia de Santa María de las Nieves），由14世纪穆德哈尔犹太会堂改建。

## 名称
今天的圣十字广场曾经是圣十字堂（Iglesia de Santa Cruz）的所在地，街区由此得名。

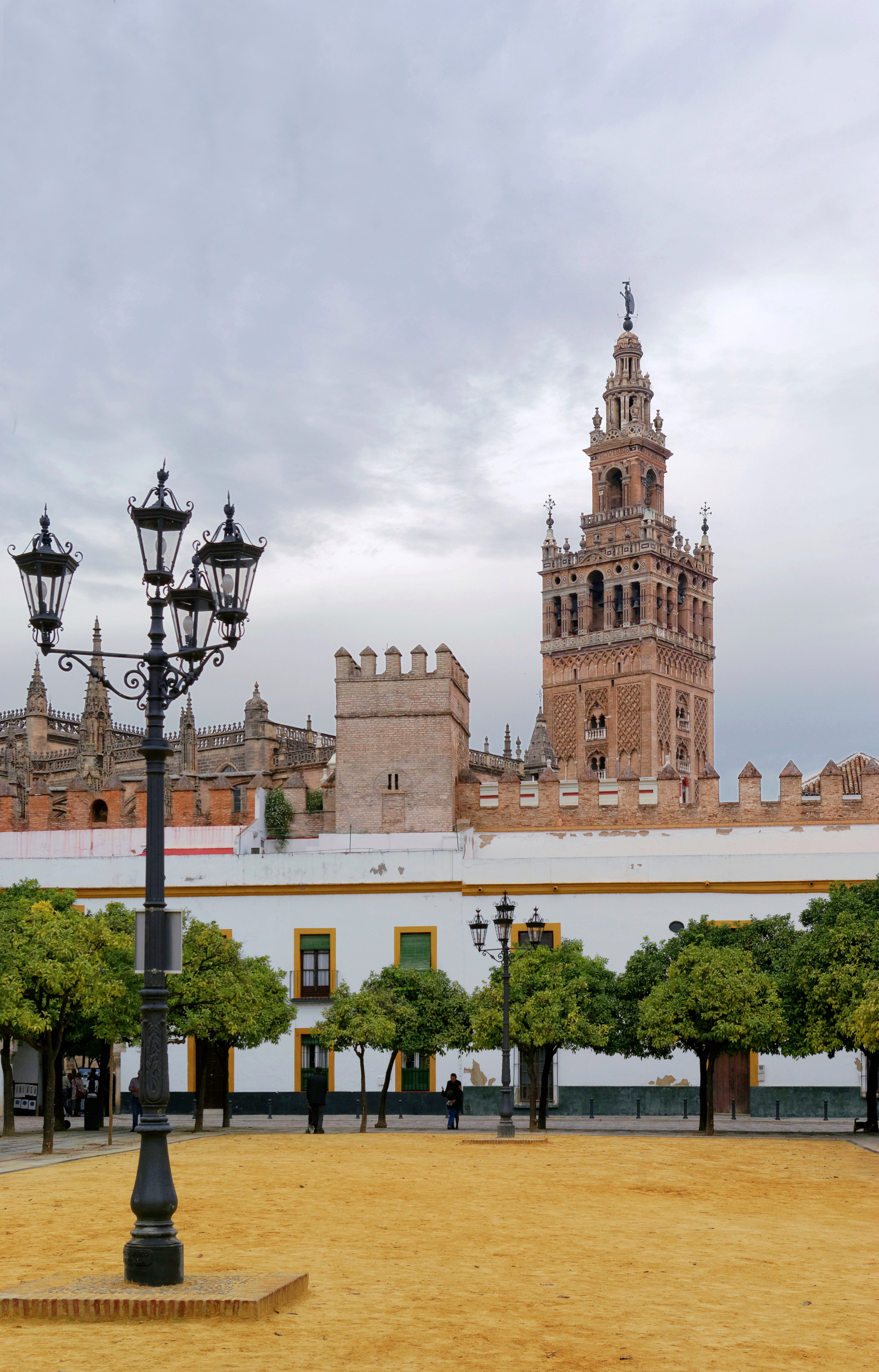
Patio de Banderas
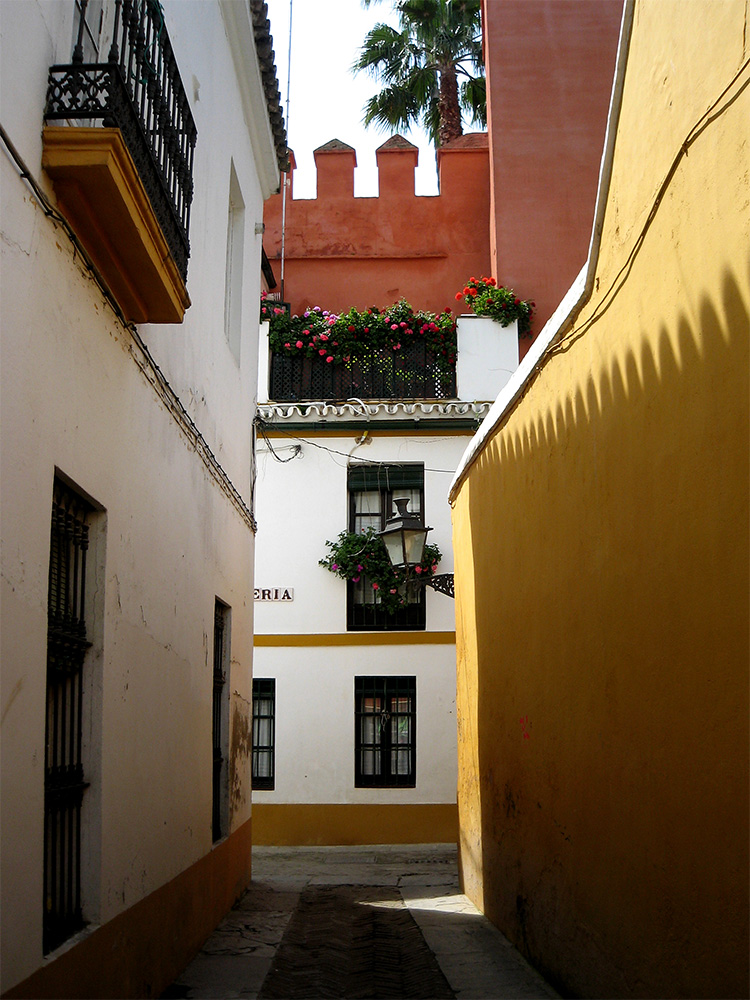
老街
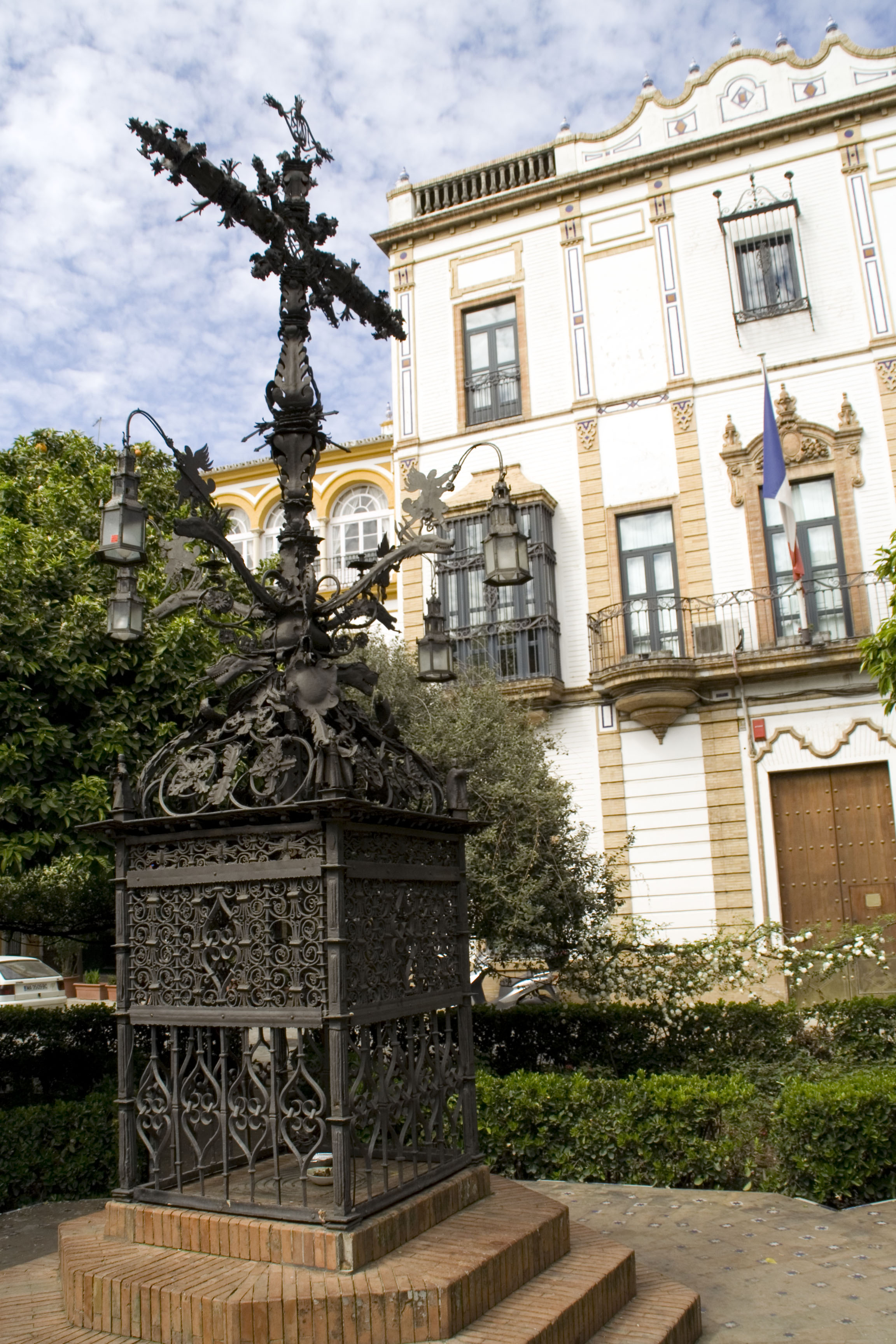
圣十字广场
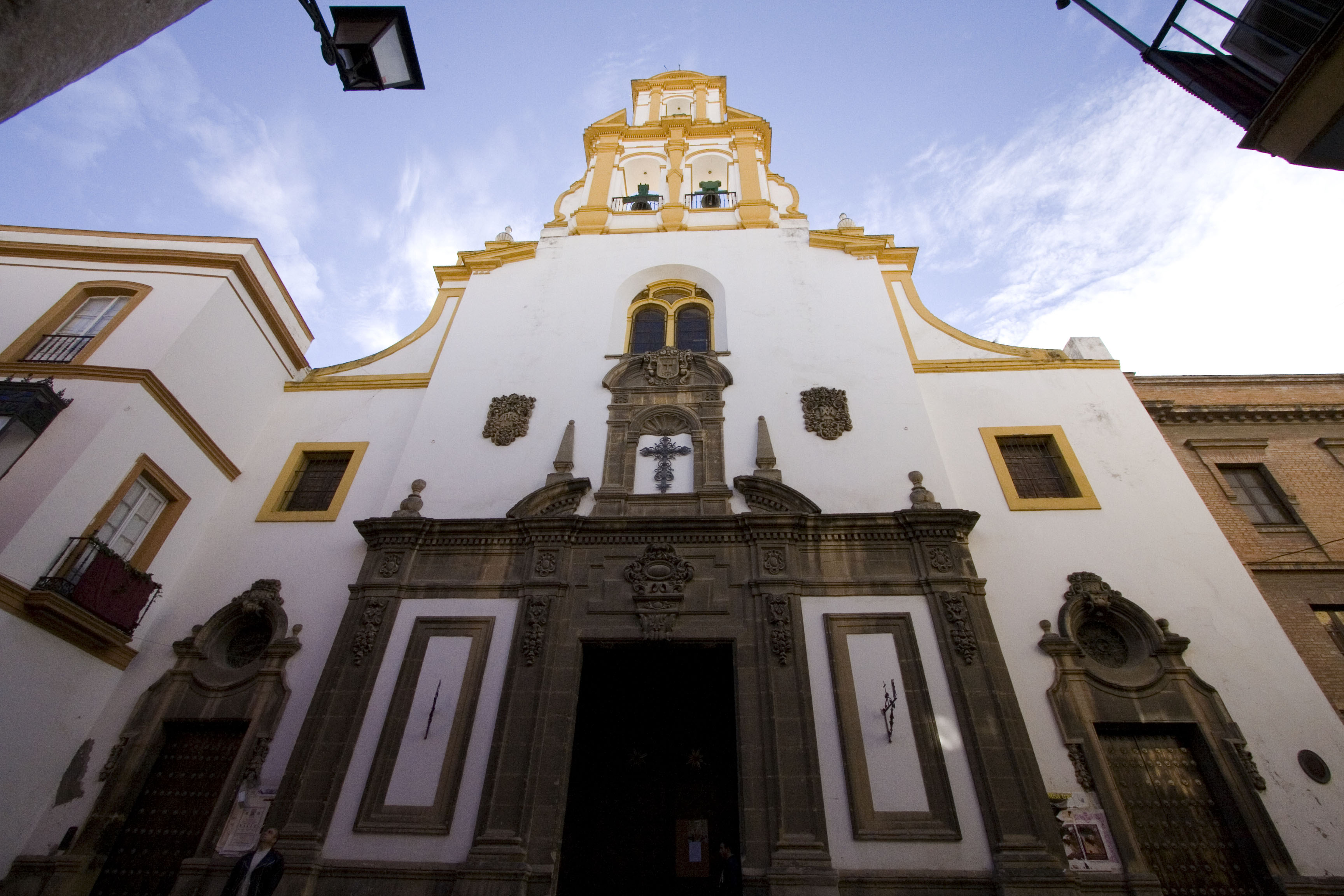
圣十字堂